# Sibylle van Griethuysen
Sibylle van Griethuysen (Buren, 1621 – Veenendaal, 1699) was een Nederlandse schrijfster en dichteres.
Ze werd geboren als negende en laatste kind van een eenvoudige glazenmaker. Op haar zeventiende trouwde Beliken zoals ze thuis genoemd werd, met Upke Hermans Wytzema, een Friese apotheker met wie ze zich vestigde in Kollum. Ze leerde Frans, Spaans en Latijn en legde zich toe op de studie van de letterkunde in die talen.
Van Griethuysen publiceerde in 1645 haar eerste dichtbundel, In rym gestelde claeg-liederen Jeremiae. Een tweede bundel, Spreeckende schildery, volgde een jaar later. Dit eerste vrije dichtwerk, een hekeldicht, geschreven op haar vijfentwintigste, werd meteen een rel. Het echtpaar was inmiddels naar Appingedam verhuisd, waar op dat moment een strijd woedde tussen de twee gereformeerde predikanten. Ze liet zich in de bundel uit over de schijnheiligheid in de kerk, wat leidde tot een hoogoplopend geschil in de kerkenraad.
Uit de bundel blijkt dat Van Griethuysen ondersteund werd bij haar schrijverschap door de adellijke familie Ripperda uit Farmsum. Ze was een vriendin van Occa Johanna Ripperda en haar man Enno Adam Freiherr von Innhausen und Knyphausen zu Jennelt. Bij het overlijden van de laatste in 1654 schreef Van Griethuysen een treurdicht.
Van Griethuysen schreef op verzoek van de Leeuwarder drukker en uitgever Claude Fonteyne, lofdichten voor de boeken die hij uitgaf. Die lofdichten op bestelling waren, naar de aard van het genre, de braafheid zelve. Ze woonde samen met haar man nog tot in 1654 in Appingedam, voordat ze in 1654 naar Groningen verhuisde. In diezelfde periode schreef ze ook stadsbesturen aan, zoals die van Groningen, met de vraag of die besturen haar gedichten zouden kunnen uitbrengen. Ze paste het gedicht dan aan op de lokale situatie, zoals in het geval van Groningen het contrast tussen de macht van de stad en Appingedam.
In deze tijd vertaalde ze een politiek getint gedicht van Constantijn Huygens en wisselde ook enkele gedichten met hem uit. Zo kreeg ze contact met een aantal Hollandse schrijvers als Hendrik Bruno, Jan Vos en Joan Blasius, die enkele gedichten van Van Griethuysen opnamen in hun werken. Het grootste werk van Van Griethuysen is haar aandeel in de Hemelse troost-borne uit 1651, een gezamenlijk werk van haar en Eydelshemius.
Na de dood van haar man ging ze terug naar Buren. Op 16 augustus 1674 trad ze voor de tweede keer in het huwelijk, met Reynier Cornelis Groenevelt, een rijke en invloedrijke weduwnaar uit Veenendaal. De kerk waar het huwelijk werd ingezegend, de Oude (of Sint-Salvator) Kerk aan de markt in Veenendaal, is ook de plek waar Sibylle in 1699 en haar man in 1681, ter aarde werden besteld. In de jaren zestig van de twintigste eeuw werd haar graf geruimd tijdens een kerkrestauratie.